# خدای نئونی: بخش اول – برآمدن
«خدای نئونی: بخش اول – برآمدن» (به انگلیسی: The Neon God: Part 1 – The Rise) آلبومی از وسپ است.